# Araneus unistriatus
Araneus unistriatus este o specie de păianjeni din genul Araneus, familia Araneidae. A fost descrisă pentru prima dată de Mccook, 1894. Conform Catalogue of Life specia Araneus unistriatus nu are subspecii cunoscute.